# John Lynch
John Lynch (ur. 11 stycznia 1927 w Boldon w północnej Anglii, zm. 4 kwietnia 2018) – brytyjski historyk, profesor Uniwersytetu Londyńskiego.
Studiował na uniwersytecie w Edynburgu, który ukończył w 1952. Doktoryzował się na Uniwersytecie Londyńskim w 1955 roku. Autor licznych książek o historii Hiszpanii i Ameryki Południowej. Wiele jego książek przetłumaczono na język hiszpański.
Miał pięcioro dzieci.

## Publikacje
- Spanish Colonial Administration, 1782-1810 (Athlone Press 1958)
- Spanish Colonial Administration 1782-1810: The Intendant System in the Viceroyalty of the Rio De La Plata (New York 1958)
- Spain under the Habsburgs (Oxford 1964)
- Spain under the Habsburgs vol. I and II co-author R.A. Humphreys (Oxford 1969)
- The Origins of Latin American Revolutions 1808-1826 (Norton 1973)
- Argentine Caudillo: Juan Manuel de Rosas (Oxford 1980)
- The Spanish American Revolutions 1808-1826 (New York 1986)
- Bourbon Spain, 1700-1808 (Oxford 1989)
- Caudillos in Spanish America, 1800-1850 (Oxford 1992)
- Spain, 1516-1598: from nation state to world empire (Oxford 1992)
- The Hispanic world in crisis and change, 1598-1700 (Oxford 1992)
- Massacre in the Pampas, 1872: Britain and Argentina in the age of migration (Oklahoma 1998)
- Simon Bolivar: A Life (New Haven 2006)